# Morales de Campos
Morales de Campos ist ein nordspanisches Dorf und Hauptort einer Gemeinde (municipio) mit 130 Einwohnern (Stand: 2024) in der Provinz Valladolid in der Autonomen Gemeinschaft Kastilien-León. 

## Lage und Klima
Morales de Campos liegt in der Region Tierra de Campos auf der kastilischen Hochebene in einer Höhe von ca. 745 m. Die Provinzhauptstadt Valladolid befindet sich mit ihrem Stadtzentrum etwa 43 Kilometer (Fahrtstrecke) südöstlich. 
Das Klima im Winter ist durchaus kalt, im Sommer dagegen warm bis heiß; die eher spärlichen Regenfälle (ca. 493 mm/Jahr) fallen überwiegend im Winterhalbjahr.

## Bevölkerungsentwicklung
| Jahr      | 1970 | 1981 | 1991 | 2001 | 2011 | 2021 |
| Einwohner | 282  | 221  | 222  | 198  | 161  | 141  |

## Sehenswürdigkeiten
- Jakobuskirche (Iglesia de Santiago Apóstol)

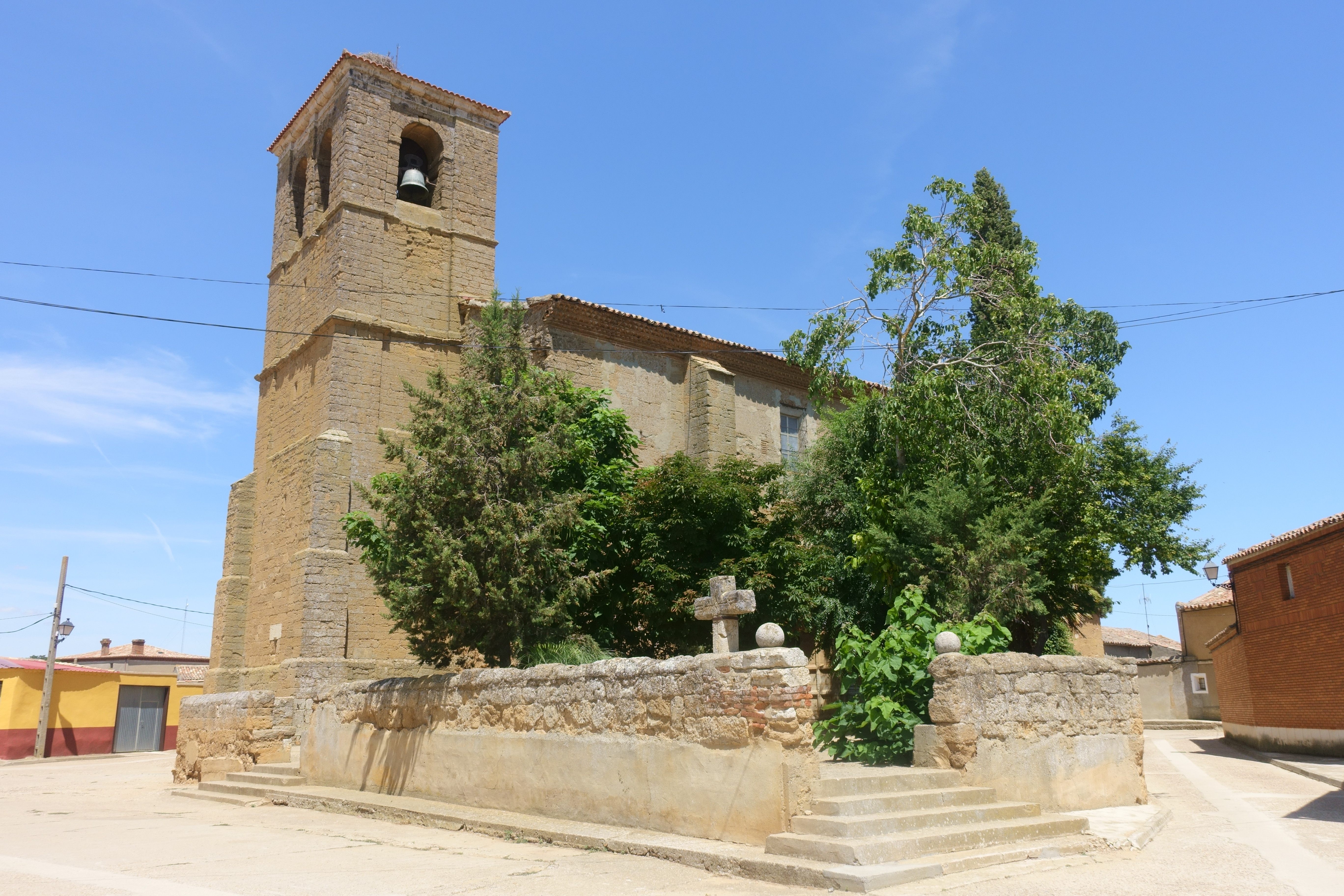
Jakobuskirche
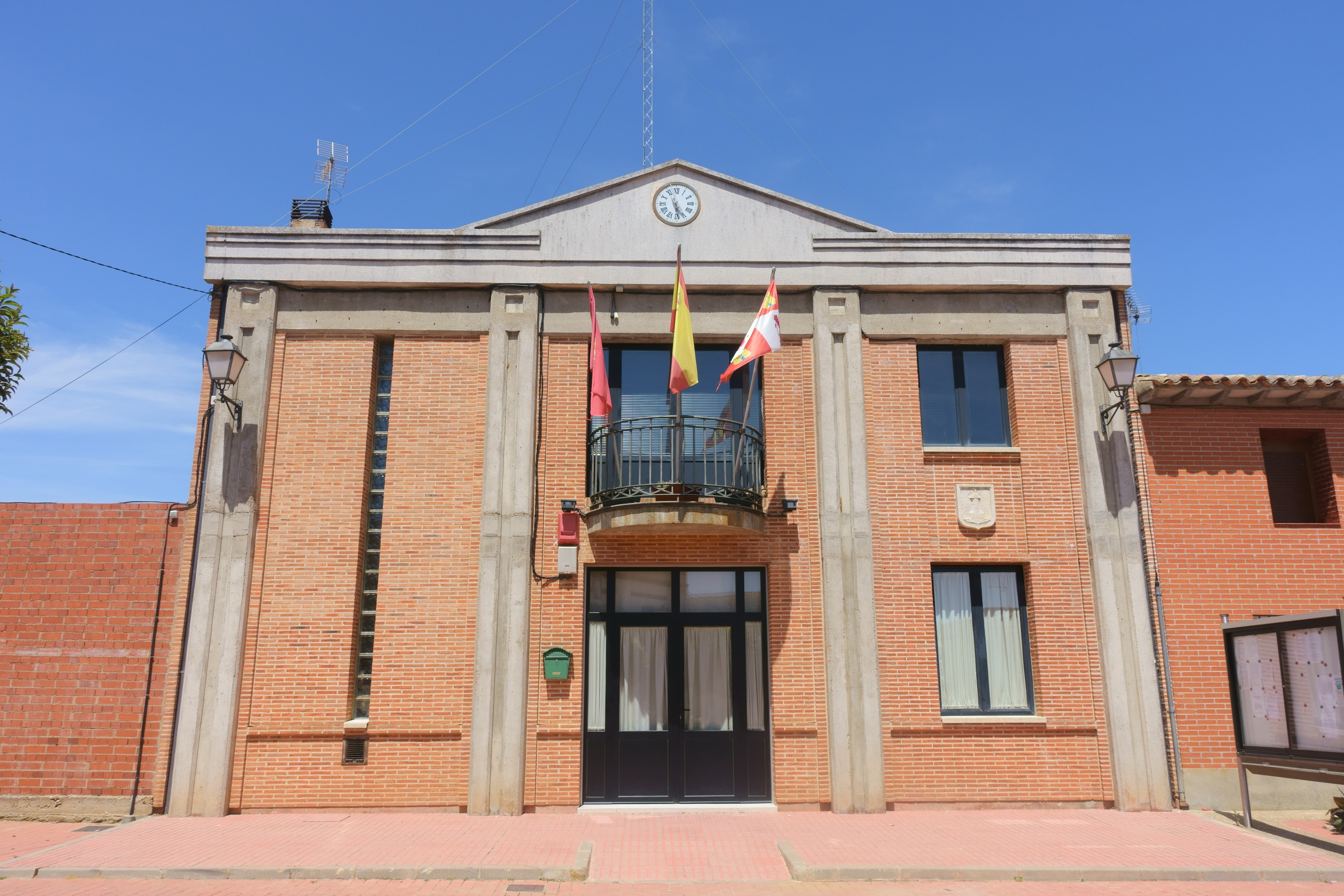
Rathaus